# بایکی‌باشوو
بایکی‌باشوو (انگلیسی: Baykibashevo) یک شهرک در شهرستان کاراایدلسکی استان باشقیرستان کشور روسیه است.